# Зотов, Виктор Алексеевич
Виктор Алексеевич Зотов (23 ноября 1919, Москва — 26 июня 1988, Минск) — советский военнослужащий, заместитель командира эскадрильи 159-го истребительного авиационного полка (275-я истребительная авиационная дивизия, 13-я воздушная армия, Ленинградский фронт). Герой Советского Союза (1944). На момент присвоения звания Героя — старший лейтенант, впоследствии — полковник.

## Биография
Родился 23 ноября 1919 года в Москве в семье служащего. Русский. Окончил 10 классов и аэроклуб.
В Красной Армии с 1939 года. В 1940 году окончил Борисоглебскую военную авиационную школу. В звании младшего лейтенанта был направлен в один из полков Ленинградского ВО.
Участник Великой Отечественной войны с июня 1941 года. Прошёл путь от рядового лётчика-истребителя до командира эскадрильи. До декабря 1943 года сражался в составе 159-го истребительного авиаполка. Летал на МиГ-3, Р-40 «Киттихаук» и Ла-5. Затем, до конца войны воевал в 14-м гвардейском истребительном авиаполку. Летал на Як-9. Защищал Ленинград. Участвовал в освобождении Эстонии и Латвии. Член ВКП(б)/КПСС с 1942 года.
Заместитель командира эскадрильи 159-го истребительного авиационного полка старший лейтенант 3отов к октябрю 1943 года совершил 336 боевых вылетов, в 87 боях сбил 17 самолётов противника лично и 10 в группе.
Указом Президиума Верховного Совета СССР «О присвоении звания Героя Советского Союза офицерскому составу военно-воздушных сил Красной Армии» от 4 февраля 1944 года за «образцовое выполнение боевых заданий командования на фронте борьбы с немецкими захватчиками и проявленные при этом отвагу и геройство» удостоен звания Героя Советского Союза с вручением ордена Ленина и медали «Золотая Звезда» (№ 3512).
Всего за годы Великой Отечественной войны капитан произвёл 430 боевых вылетов. Участвуя в 101 воздушном бою, довёл счёт своих побед до 30 (19 самолётов сбил лично и 11 — в группе). Уничтожил большое количество живой силы и техники противника.

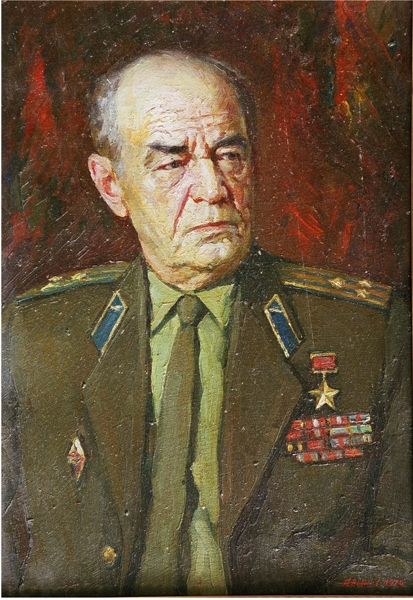
Картина «Полковник Зотов». Художник Николай Волынец

После войны продолжал служить в ВВС. В 1950 году окончил Военно-воздушную академию. В 1968 году вышел в запас в звании полковника.
Жил в Минске. Работал инженером в одной из лабораторий Академии Наук БССР.
Умер 26 июня 1988 года. Похоронен в Минске.

## Награды и звания
- Орден Ленина (04.02.1944).
- Орден Красного Знамени (26.02.1942).
- Орден Александра Невского (12.04.1945).
- 2 ордена Отечественной войны I степени (16.02.1943; 06.04.1985).
- Орден Красной Звезды (30.12.1956).
- Медали.